# Champigny en Rochereau
Champigny en Rochereau is een gemeente in het Franse departement Vienne (regio Nouvelle-Aquitaine). De plaats maakt deel uit van het arrondissement Poitiers. Champigny en Rochereau is op 1 januari 2017 is ontstaan door de fusie van de gemeenten Champigny-le-Sec en Le Rochereau. 

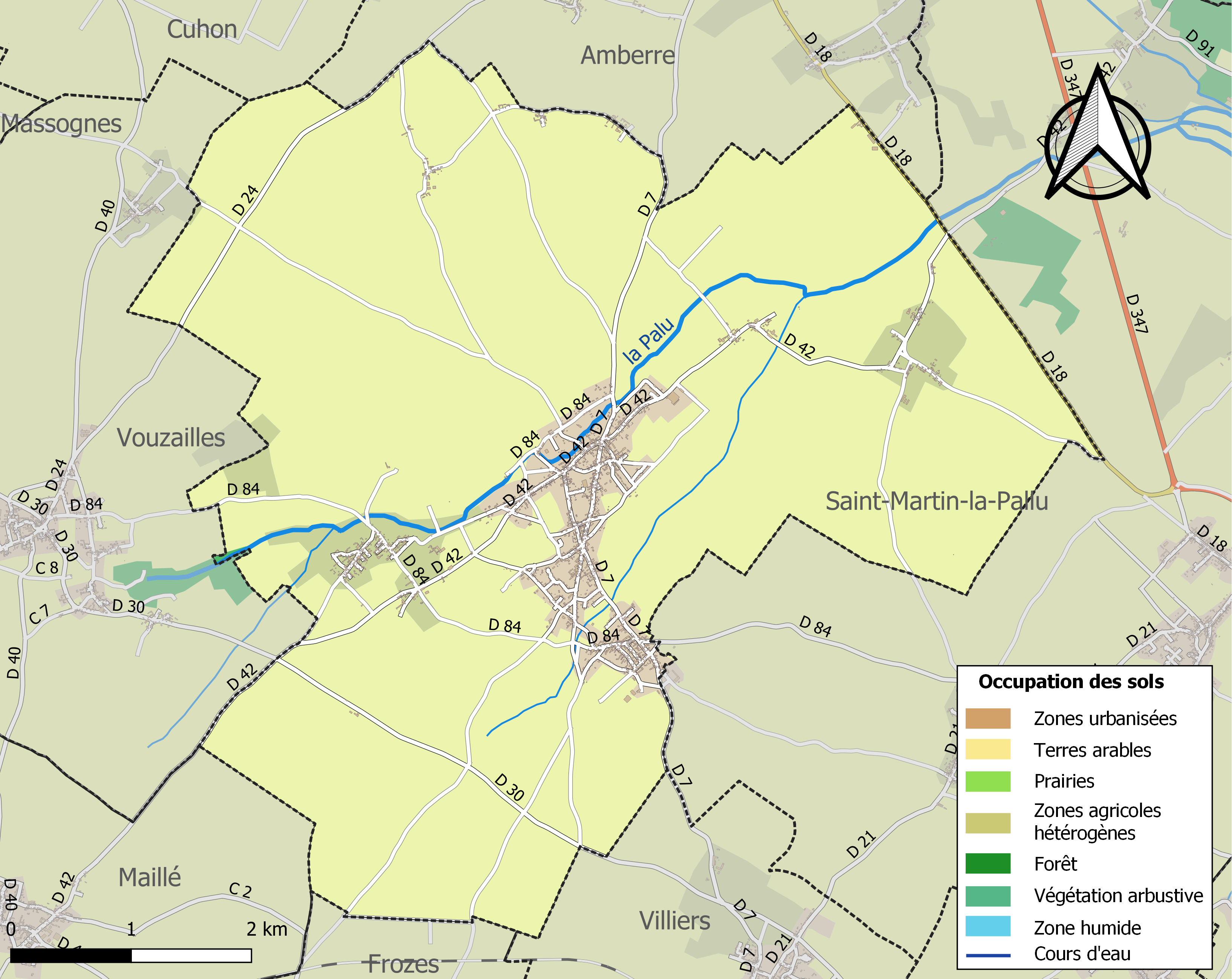
Kaart van de gemeente met de belangrijkste infrastructuur, bodemgebruik en omliggende gemeenten

1. ↑  Populations de référence 2022.